# Resolució 1161 del Consell de Seguretat de les Nacions Unides
La Resolució 1161 del Consell de Seguretat de les Nacions Unides fou adoptada per unanimitat el 9 d'abril de 1998. Després de recordar totes les resolucions anteriors sobre Ruanda, particularment les resolucions 918 (1994), 997 (1995), 1013 (1995) i 1053 (1996), el Consell va reactivar la Comissió d'Investigació sobre violacions de l'embargament d'armes contra les antigues forces governamentals de Ruanda.
Hi va haver actes de violència actuals a Ruanda, Burundi i la regió dels Grans Llacs d'Àfrica, inclosa la massacre de civils de desembre de 1997. Al mateix temps, les forces de l'antic govern de Ruanda rebien armes i material en violació de l'embargament d'armes. El Consell va assenyalar que la violència generalitzada a l'est del Zaire havia suspès la tasca de la Comissió d'Investigació i, per tant, era necessària la represa de les seves investigacions per evitar noves violències i actes de genocidi. Es necessitava una solució a llarg termini per abordar el problema dels refugiats i la difusió d'emissores de ràdio i fullets que difongueren l'odi a la regió.
Es va demanar al secretari general Kofi Annan que reactivés la investigació amb el següent mandat:
(a) proporcionar informació sobre les vendes d'armes i enviaments a milícies ruandeses a la regió dels Grans Llacs;
(b) identificar les parts que participen en els fluxos d'armes;
(c) fer recomanacions sobre els fluxos d'armes il·legals.
Es va demanar a tots els països que cooperessin amb la nova investigació. Concretament, es va demanar als països de la regió dels Grans Llacs que no utilitzessin el seu territori com a base dels grups armats per llançar atacs a un altre estat. Els fluxos d'armes suposaven una amenaça per a la seguretat de la regió. Finalment, es va demanar al Secretari General que informés sobre la reactivació de la Comissió, en el termini de tres mesos a partir de la seva reactivació i tres mesos més tard en un informe final amb recomanacions.